# Сифонофор

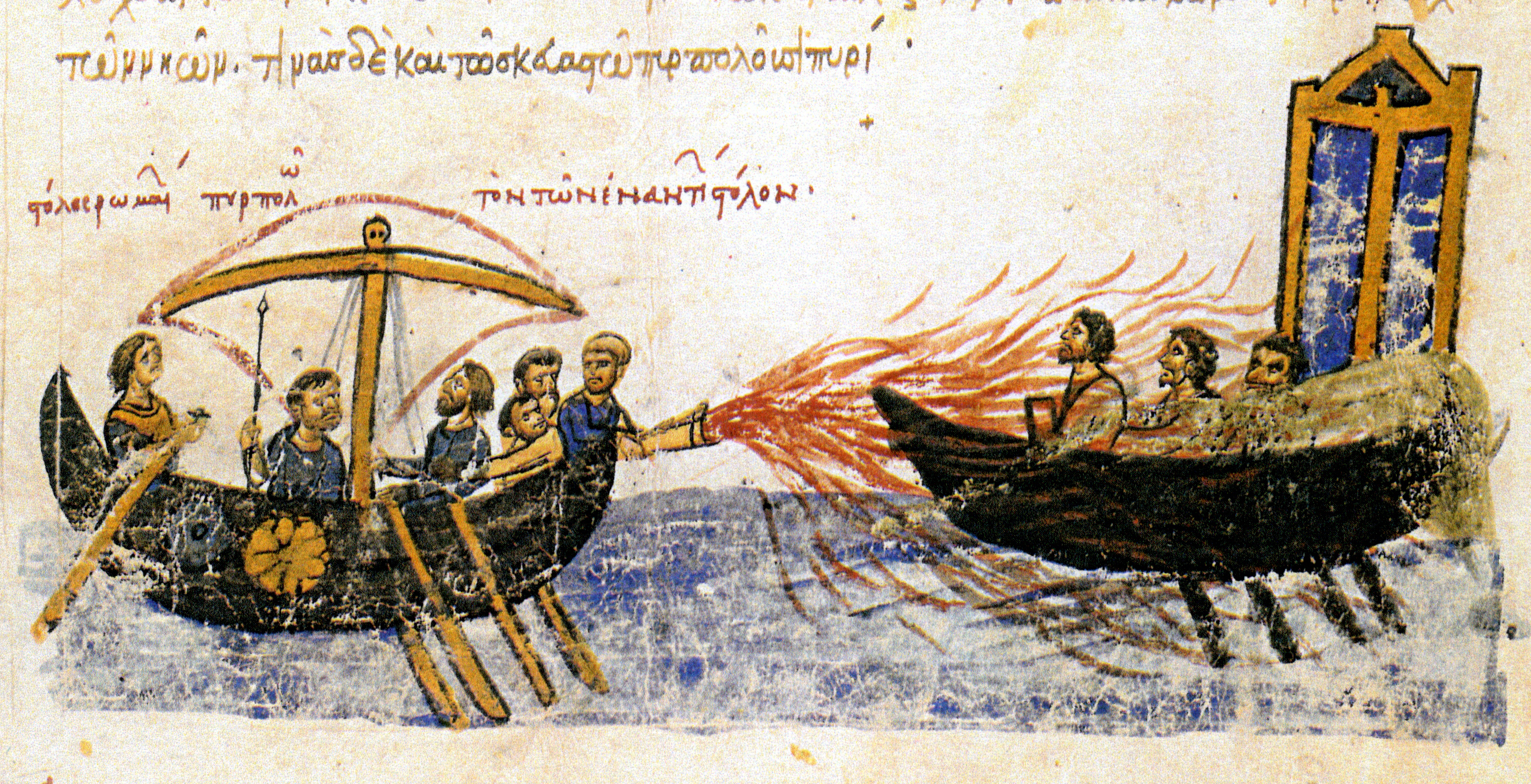
Использование сифонофора византийцами. Миниатюра XII века

Сифонофор, или сифон, — средневековое огнеметательное орудие, которое устанавливали на дромонах (разновидности византийских кораблей). Представлял собой трубчатый насос, заряжавшийся горючим составом — греческим огнём (предположительно, смесью гудрона, серы, селитры и нефти). Для создания выталкивающей силы служил или сжатый воздух, или мехи наподобие кузнечных.
Активно использовался византийским флотом в X веке. Является прообразом современного огнемёта.